# Austin A70
L’A70 è un'autovettura prodotta dall'Austin dal 1948 al 1954 in 85.682 esemplari.

## Il contesto
È stata commercializzata in due serie, contraddistinte da nomi diversi: Austin A70 Hampshire e Austin A70 Hereford. Entrambe montavano un telaio separato ed avevano una linea che ricordava molto, rispettivamente, le più piccole A40 Devon e A40 Somerset. Sia la Hampshire che la Hereford erano equipaggiate da un motore montato anteriormente a quattro cilindri in linea da 2.199 cm³ di cilindrata. Per entrambe le serie la trazione era posteriore.

## L'A70 Hampshire
La maggior parte delle Austin A70 Hampshire erano berline quattro porte, sebbene vennero prodotte anche versioni familiari e pick-up.
Il motore a quattro cilindri in linea da 2.199 cm³ di cilindrata e valvole in testa, erogava la stessa potenza, 67 CV, di quello installato sull'Austin 16 hp. Il nuovo modello era però più leggero e possedeva un più basso coefficiente aerodinamico, e quindi i dati dichiarati di velocità massima ed accelerazione erano corrispondentemente più brillanti di quelli della 16 hp. Il veicolo infatti raggiungeva una velocità massima di 134,1 km/h, e poteva accelerare da 0 a 80 km/h in 14,5 secondi.
La produzione della Austin A70 Hampshire terminò nel 1950 dopo 35.261 esemplari fabbricati. Nell'ultimo anno di produzione il prezzo era 648 sterline, compreso l'impianto di riscaldamento.

## L'A70 Hereford
La A70 Hereford rimpiazzò la A70 Hampshire nel 1950. Il nuovo modello era più largo, leggermente più lungo e con un passo lievemente maggiore (76 mm) del modello precedente. Alla gamma offerta fu aggiunto un nuovo tipo di carrozzeria, due porte cabriolet, che era fabbricata da Carbodies.
Un altro cambio fu l'uso di freni idraulici. La più piccola A40 Somerset aveva un design simile al modello, e ne condivideva anche i pannelli delle portiere. Le vendite non furono buone, con 50.421 esemplari fabbricati fino alla fine della produzione (1954), quando il modello venne sostituito dalla A90 Westminster.
Era anche commercializzata una rara variante con carrozzeria pick-up. Essa condivideva lo stesso pianale della familiare, ma possedeva una carenatura sulla parte posteriore della carrozzeria. Gli interni di questo mezzo di lavoro erano gli stessi della berlina, con uno spazioso sedile a panchina ed una strumentazione completa che fu installata al centro del cruscotto per facilitare la progettazione e ridurre i costi, dato che del modello erano previsti esemplari sia con guida a destra che con guida a sinistra.
Una A70 Hereford fu provata dalla rivista specializzata The Motor nel 1951. Durante il test venne registrata una velocità massima di 129,6 km/h ed un'accelerazione da 0 a 97 km/h di 21,4 secondi. Fu riportato un consumo di carburante di 12,9 L/100 km. Il modello utilizzato nel test costava 911 sterline incluse le tasse.